# Es ist ein Ros entsprungen

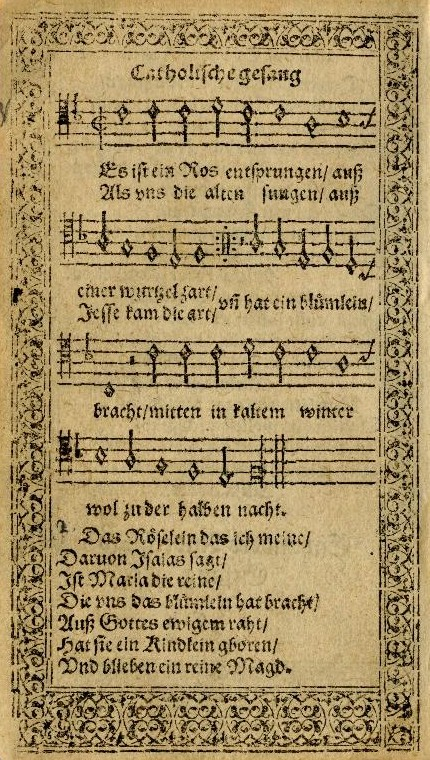
Pierwodruk kolędy

Es ist ein Ros entsprungen – jedna z najpopularniejszych kolęd niemieckich, pochodząca z końca XVI wieku. Pieśń anonimowego autora jest śpiewana zarówno w kościołach protestanckich, jak i katolickich i została przetłumaczona na liczne języki, w tym polski (przekład ks. Pawła Sikory Cudowna różdżka wzrosła z 1912 roku).
Tekst pierwszych dwóch zwrotek powstał w Trewirze w 1587 albo 1588 roku. Po raz pierwszy kolędę opublikowano w śpiewniku Speyerer Gesangbuch („Śpiewnik ze Spiry”), wydrukowanym w Kolonii w 1599 roku. Kolęda jest powszechnie śpiewana w czterogłosowej aranżacji niemieckiego kompozytora Michaela Praetoriusa (1571–1621), datowanej na 1609 rok. Kolejne zwrotki dopisał w 1844 roku ks. Fridrich Layriz.
Słowa pierwszych trzech zwrotek:
Es ist ein Ros' entsprungen

aus einer Wurzel zart,

wie uns die Alten sungen

von Jesse kam die Art

und hat ein Blümlein bracht

mitten im kalten Winter

wohl zu der halben Nacht.

Das Röslein, das ich meine,

davon Jesaja sagt,

ist Maria, die reine,

die uns das Blümlein bracht.

Aus Gottes ew’gem Rat

hat sie ein Kind geboren,

welches uns selig macht.

Das Blümelein so kleine,

das duftet uns so süß,

mit seinem hellen Scheine

vertreibt’s die Finsterniss

wahr’ Mensch und wahrer Gott,

hilft uns aus allem Leide

rettet von Sünd und Tod.